# لارس يوهانسون
لارس يوهانسون (بالسويدية: Sverker Johansson )‏ (و. 1961 – م) هو فيزيائي، وكاتب غير روائي، ولغوي، وأستاذ جامعي، ومبرمج، وكاتب، من السويد، ولد في لوند.

## التعليم
تعلم في جامعة لوند (1979–1982).

## أعمال بارزة
من أهم أعماله:
- Lsjbot.

## روابط خارجية
- لارس يوهانسون على موقع قاعدة بيانات الفيلم (الإنجليزية)